# Randow
```
Randow
 (
Ba Lan
 
Rędowa
 
[
1
]
) là một con sông ở vùng Uckermark của 
Brandenburg
 và vùng Vorpommern của 
Mecklenburg-Vorpommern
, một phần tạo nên biên giới của các khu vực này. Một tên cổ là 
Lochnitza
, thị trấn 
Löcknitz
 bắt nguồn từ tên của nó. Từ năm 1700, Randow được sử dụng độc quyền.
```

Nguồn gần Penkun, từ đó dòng sông chảy cả về phía Bắc và phía Nam. Ngã ba phía nam kết thúc với hợp lưu với sông Welse, ngã ba phía bắc kết thúc với hợp lưu với Uecker chỉ vài km trước khi đến đầm phá Oder. Thung lũng Randow đầm lầy được gọi là Randowbruch, con đường lịch sử của đầm lầy Randowbruch nằm ở điểm hẹp nhất của nó ở Löcknitz. Con sông đã đặt tên cho quận cũ của Uecker-Randow ở Mecklenburg-Vorpommern, cũng là Landkreis Randow lịch sử của tỉnh Pomerania.